# První atentát na Geralda Forda

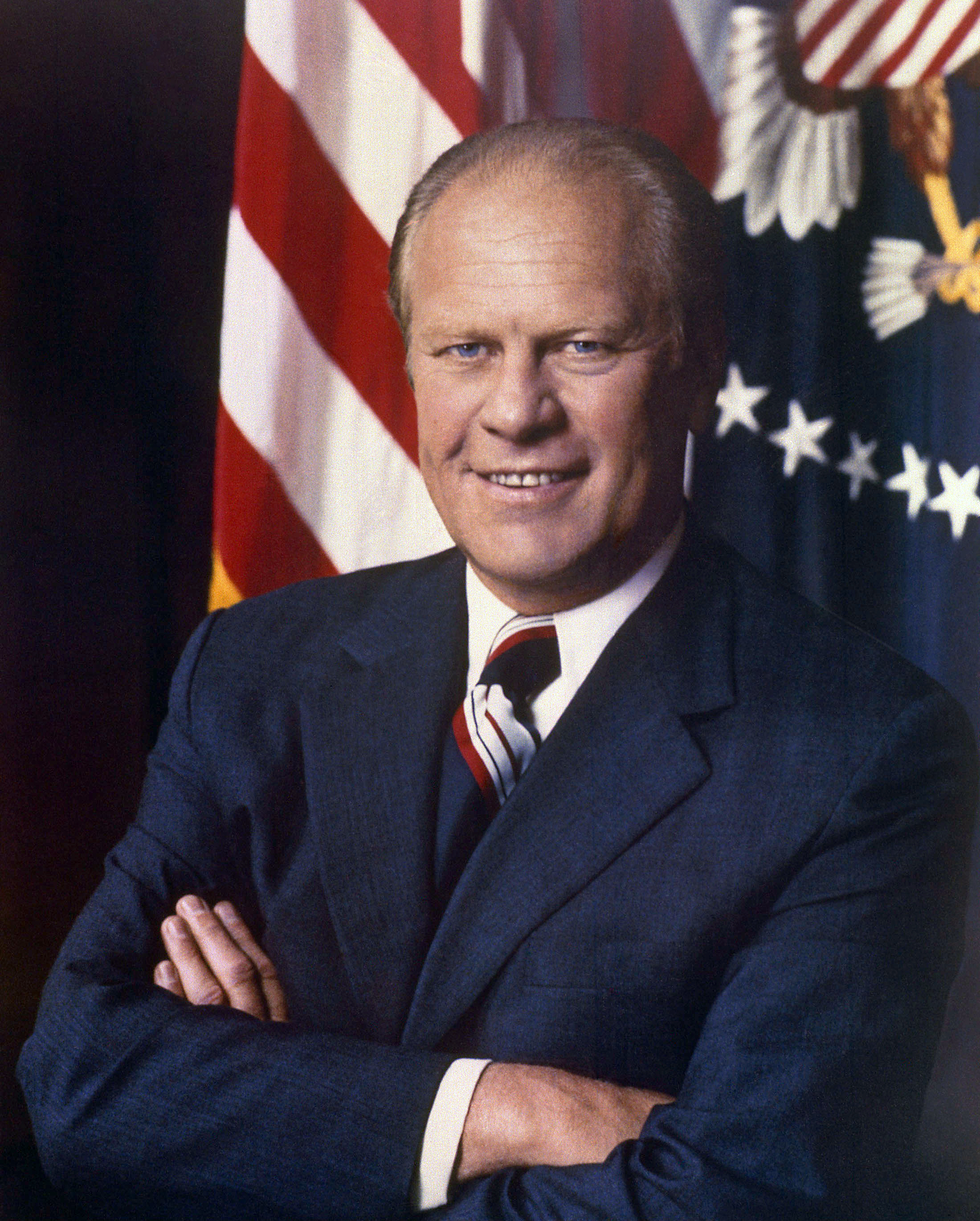
Gerald Ford

První atentát na Geralda Forda, prezidenta USA, se odehrál 5. září 1975 v Sacramentu ve státě Kalifornie. Již 22. září 1975 pak došlo opět v Kalifornii ve městě San Francisco ke druhému atentátu na Geralda Forda. Oba pokusy byly neúspěšné.

## Před atentátem
Prezident Gerald Ford navštívil 5. září 1975 Sacramento v Kalifornii, chtěl zde získat hlasy voličů do blížících se prezidentských voleb.
Atentátnice Lynette Frommeová už před atentátem měla problémy se zákonem. Byla členkou sekty Rodina, kterou založil Charles Manson, nicméně za vraždy, které sekta spáchala, odsouzena nebyla. Později se ještě zapletla s rasistickým vězeňským gangem Árijské bratrstvo. Gang stál za nejméně dvěma vraždami, ale proti Frommeové nebyl dostatek důkazů a tak opět nebyla odsouzena.
Před návštěvou zveřejnil New York Times článek o smogu v Kalifornii, který se šíří i na venkov. V článku byla i zmínka, že prezident Ford požádal kongres, aby uvolnil normy na čistotu ovzduší. Frommeová byla v té době zamilovaná do sekvojí a měla strach, aby stromy nezačaly tlít. Rozhodla se tomu zabránit a na problémy sekvojí upozornit svět. Ford se ubytoval v hotelu Senator, shodou okolností 15 minut chůze od bytu Frommeové.

## Atentát
Frommeová měla na atentát připravenou poloautomatickou pistoli Colt 1911. Když si před budovou Kalifornského kapitolu prezident Ford potřásal rukou s místními, útočnice se k němu přiblížila zhruba na délku paže. Ford si myslel, že si s ním chce potřást rukou, ale Frommeová na něj namířila zbraň. Pistole nevystřelila, nebyla totiž natažená, a Frommeová ji už natáhnout nestihla, protože ji agenti tajné služby odzbrojili a zatkli.

## Po atentátu
Prezident Ford se vrátil do Bílého domu a zprávy o atentátu sledoval v televizi.
Frommeová byla odsouzena na doživotí, ve vězení později tvrdila, že Forda zabít nechtěla. Z vězení utekla v roce 1987, dopadena byla 3 kilometry od věznice den poté. Propuštěna byla v roce 2009.